# Elmuez Mahgoub
Elmuez Mahgoub Abdalla (ur. 28 listopada 1978) – sudański piłkarz grający na pozycji bramkarza.

## Kariera klubowa
Piłkarską karierę Mahgoub rozpoczął w klubie Al-Hilal Omdurman. Swój pierwszy sukces osiągnął z nim w 1998 roku, gdy wywalczył swoje pierwsze mistrzostwo Sudanu, a w 1999 powtórzył ten sukces. Natomiast rok później zdobył pierwszy w karierze Puchar Sudanu. Z kolei w 2003 roku po raz drugi został mistrzem kraju, a w 2004 roku sięgnął po dublet. Zdobycie prymatu w kraju powtarzał z klubem z Omdurmanu przez kolejne lata aż do roku 2007

## Kariera reprezentacyjna
W reprezentacji Sudanu Mahgoub zadebiutował w 2004 roku. W 2008 roku został powołany przez selekcjonera Mohameda Abdallaha do kadry na Puchar Narodów Afryki 2008, a w 2012 roku na Puchar Narodów Afryki 2012.